# ジャパンナレッジ
ジャパンナレッジ（Japan Knowledge）は、小学館グループの株式会社ネットアドバンスが提供する、有料会員制の知識探索サイト、インターネット百科事典である。小学館グループを中心に国内外の出版各社の辞書・事典コンテンツをデジタルデータとして提供することを目的としている。2025年3月16日時点で、80種類を超えるコンテンツの総項目数487万のデータに一括検索を実行し、結果を表示する。ロゴマークではJapanKnowledgeと表される。

## 収録コンテンツ一覧
ジャパンナレッジには、2025年3月16日現在、百科事典・辞書を中心に、以下のコンテンツが収録されている。
- 百科
  - 日本大百科全書（ニッポニカ）／小学館
  - 改訂新版 世界大百科事典／平凡社
  - Encyclopedia of Japan／講談社
- 日本語
  - デジタル大辞泉／小学館
  - 日本国語大辞典 第二版／小学館
  - 岩波 国語辞典 第八版／岩波書店
  - 現代国語例解辞典 第五版／小学館
  - 新選漢和辞典 Web版／小学館
  - 大漢和辞典／大修館書店
  - 字通／平凡社
  - 角川類語新辞典／KADOKAWA
  - 使い方の分かる 類語例解辞典／小学館
  - 故事俗信ことわざ大辞典 第二版／小学館
  - 角川古語大辞典／KADOKAWA
  - 小学館 全文全訳古語辞典／小学館
  - 数え方の辞典／小学館
  - 日本方言大辞典／小学館
  - 日本の歳時記／小学館
- 歴史・地名
  - 国史大辞典／吉川弘文館
  - 日本歴史地名大系／平凡社
  - 新版 角川日本地名大辞典／KADOKAWA
  - 誰でも読める 日本史年表／吉川弘文館
  - 古事類苑／国際日本文化研究センター「古事類苑ページ検索システム」
  - 江戸名所図会／CD-ROM版：ゆまに書房 ／ 文庫：筑摩書房
  - 日本学習地図ライブラリ 白地図版／平凡社地図出版
  - 日本学習地図ライブラリ 主題図版／平凡社地図出版
  - 世界学習地図ライブラリ 白地図版／平凡社地図出版
  - 世界学習地図ライブラリ 主題図版／平凡社地図出版
  - 小学館版学習まんが 少年少女・日本の歴史／小学館
  - 小学館版学習まんが 世界の歴史／小学館
- 英語
  - 小学館ランダムハウス英和大辞典 第2版／小学館
  - プログレッシブ英和中事典 第5版／小学館
  - プログレッシブ和英中辞典 第4版／小学館
  - コンパスローズ英和辞典／研究社
  - コンパスローズ和英ライティング辞典／研究社
  - プログレッシブ中学英和辞典／小学館
  - プログレッシブ中学和英辞典／小学館
  - コリンズコウビルド英英和辞典デジタル版／HarperCollins Publishers
  - Oxford Advanced Learner's Dictionary 10th Edition／Oxford University Press
  - 小学館 オックスフォード 英語コロケーション辞典／小学館
  - 小学館 オックスフォード英語類語辞典／小学館
  - 理化学英和辞典／研究社
  - 医学英和辞典 第2版／研究社
  - ビジネス技術実用英語大辞典V6／プロジェクトポトス
  - プログレッシブ ビジネス英語辞典／小学館
  - SPED理工系英和辞典／小学館
  - ジーニアス総合英語 第2版／大修館書店
- 外国語
  - 小学館 独和大辞典 第2版／小学館
  - 小学館 ロベール仏和大辞典／小学館
  - 小学館 西和中辞典 第2版／小学館
  - 小学館 和西辞典／小学館
  - 小学館 伊和中辞典 第2版／小学館
  - 小学館 和伊中辞典 第2版／小学館
  - 羅和辞典 改訂版／研究社
  - 小学館 韓日辞典／小学館
  - 小学館 日韓辞典／小学館
  - ポケットプログレッシブ中日・日中辞典／小学館
- 用語・情報

- - 現代用語の基礎知識／自由国民社
  - 最新ニュース百科／共同通信社
  - 日経キーワード／日経HR
  - 会社四季報（2025年1集・新春号）／東洋経済新報社
  - デジタル大辞泉プラス／小学館
  - 図書館情報学用語辞典 第5版／丸善出版
- 人名・文化・宗教

- - 日本人名大辞典／講談社
  - 岩波 世界人名大辞典／岩波書店
  - 日本近代文学大事典 増補改訂デジタル版／［編集］日本近代文学館　［刊行］講談社
  - デジタル版 集英社世界文学大事典／集英社
  - 新版 日本架空伝承人名事典／平凡社
  - 新版 能・狂言事典／平凡社
  - 新版 歌舞伎事典／平凡社
  - ビジュアルカラー国語便覧／大修館書店
  - 有斐閣 現代心理学辞典／有斐閣
  - 例文 仏教語大辞典／小学館
  - 日本人物文献目録／平凡社
  - 国文学研究資料館「国書データベース」連携／国文学研究資料館
- 自然科学

- - 岩波 数学辞典 第4版／岩波書店
  - 朝倉 数学辞典／朝倉書店
  - 旺文社 高校数学解法事典 第九版 デジタル補訂版／旺文社
  - 旺文社 物理事典／旺文社
  - デジタル化学辞典 第2版／森北出版
  - 旺文社 化学事典／旺文社
  - 岩波 生物学辞典 第5版／岩波書店
  - 旺文社 生物事典 五訂版／旺文社
  - 地学用語集／旺文社
  - 人間の許容・適応限界事典／朝倉書店
  - 法則の辞典／朝倉書店
  - 八訂準拠 カラーガイド食品成分表／大修館書店
- 社会科学・統計

- - 法律用語辞典 第5版／有斐閣
  - 有斐閣 判例六法Professional／有斐閣
  - 日本統計年鑑／日本統計協会
  - 日本長期統計総覧／日本統計協会
  - 日本国勢図会／矢野恒太記念会
  - 世界国勢図会／矢野恒太記念会
  - 統計でみる日本／日本統計協会
- 記事・コラム

- - 東洋文庫／平凡社
  - 新編 日本古典文学全集／小学館
  - 明治文学全集／筑摩書房
  - 文庫クセジュ ベストセレクション／白水社
  - 新編国歌大観／KADOKAWA
  - 新釈漢文大系／明治書院
  - 岩波新書 セレクト100／岩波書店
  - 岩波ジュニア新書 セレクト100／岩波書店
  - 岩波科学ライブラリー セレクト100／岩波書店
  - 岩波ブックレット セレクト100／岩波書店
  - ブルーバックス セレクト100／講談社
  - ちくまプリマー新書 セレクト100／筑摩書房
  - 岩波ジュニアスタートブックス／岩波書店
  - ちくまQブックス／筑摩書房
  - 角川ソフィア文庫 セレクト100／KADOKAWA
  - 角川ソフィア文庫 ビギナーズ・クラシックス セレクト90／KADOKAWA
- JKBooks
  - 太陽／[編集・刊行] 日本近代文学館　[製作・発売]八木書店
  - 文芸倶楽部 明治篇／[編集・刊行] 日本近代文学館　[製作・発売]八木書店
  - 第一高等学校 校友会雑誌／[編集・刊行] 日本近代文学館　[製作・発売]八木書店
  - 滝田樗陰旧蔵 近代作家原稿集／[編集・刊行] 日本近代文学館　[製作・発売]八木書店
  - 風俗画報／ゆまに書房（原誌：東陽堂）
  - 群書類従（正・続・続々）／[編集・刊行] 八木書店
  - 美術新報／[編集・刊行] 八木書店
  - 東洋経済新報／週刊東洋経済デジタルアーカイブズ／東洋経済新報社
  - 弘文荘待賈古書目／[編集・刊行] 八木書店
  - 人物叢書／吉川弘文館
  - The ORIENTAL ECONOMIST デジタルアーカイブズ／東洋経済新報社
  - 鎌倉遺文／[編集・刊行] 東京堂出版
  - 文藝春秋アーカイブズ／文藝春秋
  - 新訂増補 国史大系／吉川弘文館
  - 天皇皇族実録／［編修］ 宮内省　［刊行］ ゆまに書房
  - 史料纂集／［編集・刊行］ 八木書店
  - 平安遺文／[編集・刊行] 東京堂出版

※JKBooksのコンテンツは法人向けサービスであり、ジャパンナレッジPersonal（個人向け）では利用できない。

## 検索の方法
最も簡単な検索方法は、調べたい言葉や事柄を検索バーに入力して検索ボタンをクリックするだけだが、複数の語を組み合わせ検索範囲や検索条件を設定したり、コンテンツを絞り込んで検索する「詳細（個別）検索」も可能である。検索範囲は見出し・全文、検索条件は完全一致・前方一致・後方一致・部分一致を設定できる。さらに、検索結果は並び順や表示件数を変えて表示させることができる。

## コースと会費
JapanKnowledgeは有料会員制で、法人契約と個人契約がある。法人向けは「ジャパンナレッジLib」、個人向けは「ジャパンナレッジPersonal」というサービスである。このうち「ジャパンナレッジPersonal」は“JKパーソナル”と、全コンテンツが利用できる“JKパーソナル＋R”の2つのコースに分かれている。

## 歴史
- 2001年4月16日 - 小学館グループのネットアドバンスにより「ジャパンナレッジ．コム」のサービスが開始された[4][5]。当初2か月近くは無料だったが、同年6月4日から有料となった[5]。
- 2004年9月 - 携帯電話向けサービス「JKモバイル」が開始された[4]。
- 2005年3月 - JKセレクトシリーズ『字通』が提供開始された[4]。
- 2007年7月 - JKセレクトシリーズ「日国オンライン」が提供開始され、日本国語大辞典が利用できるようになった[4]。
- 2006年10月 - JKセレクトシリーズ『日本歴史地名大系』のサービスが開始された[4]。
- 2008年5月 - JKセレクトシリーズ『Web版日本近代文学館』が開始された[4]。
- 2009年5月1日 - 大幅なリニューアルにより、法人向け「ジャパンナレッジ・プラス」のサービスが開始された[4]。独立サイトであったJKセレクトシリーズの「字通」「日本歴史地名大系」「日国オンライン」が統合され、一括検索が可能となった。また、年間契約のコースも新設された。旧ジャパンナレッジ（法人契約）は「ジャパンナレッジ・クラシック」と改称された。
- 2010年7月1日 - JKセレクトシリーズ「国史大辞典WEB」が公開され、日本最大級の歴史百科である吉川弘文館の「国史大辞典」が新たなコンテンツとして加わった。
- 2011年4月1日 - JKセレクトシリーズ「字通」「日国オンライン」とジャパンナレッジ・クラシックが「ジャパンナレッジ・プラス」に統合された。
- 2014年4月1日 - サイトのリニューアルにより、検索エンジンとインターフェースが一新された。法人向けサービス「ジャパンナレッジ・プラス」は「ジャパンナレッジLib」としてリニューアルされた[6]。
- 2016年3月1日 - 平凡社「世界大百科事典」が提供開始された。

## 受容
株式会社ネットアドバンスの川原一夫は、ジャパンナレッジの受容について「スタート当初はデジタルデータが揃えやすい辞書・事典を中核コンテンツとしたことから、『辞書検索サイト』として扱われることが多く、今でもその傾向は多分にあります」と分析しつつ、「しかし、実際は名前の通り、定評ある日本や日本語に関するコンテンツが体現する『日本の知識』を可能な限り網羅し、安い価格で提供する、というのがスタート時から変わらぬ目標です」と述べている。